# Praunus
Praunus is een geslacht van aasgarnalen uit de familie van de Mysidae.

## Soorten
- Praunus flexuosus (Müller, 1776) (Geknikte aasgarnaal)
- Praunus inermis (Rathke, 1843)
- Praunus neglectus (G.O. Sars, 1869)

Niet geaccepteerde soort:
- Praunus integer Leach, 1814 → Neomysis integer (Leach, 1814)